# Вандёвр-ле-Нанси
Вандёвр-ле-Нанси́ (фр. Vandœuvre-lès-Nancy) — коммуна во французском департаменте Мёрт и Мозель, региона Лотарингия. Пригород Нанси и второй по величине город агломерации Большой Нанси и департамента Мёрт и Мозель. Разделён на два кантона: Вандёвр-ле-Нанси-Эст (восточный) и Вандёвр-ле-Нанси-Уэст (западный).

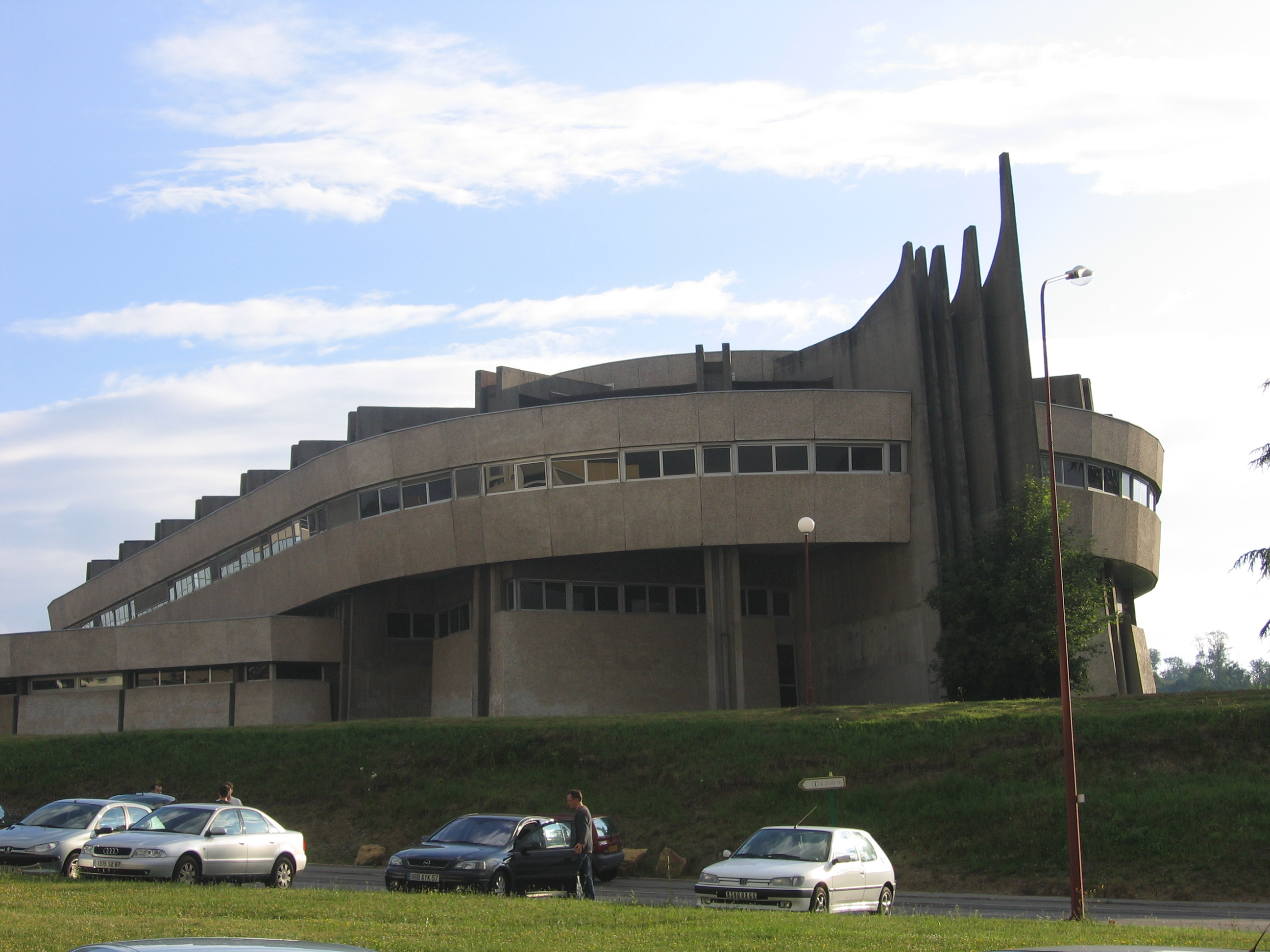
Вандёвр-ле-Нанси. Университет Нанси I.

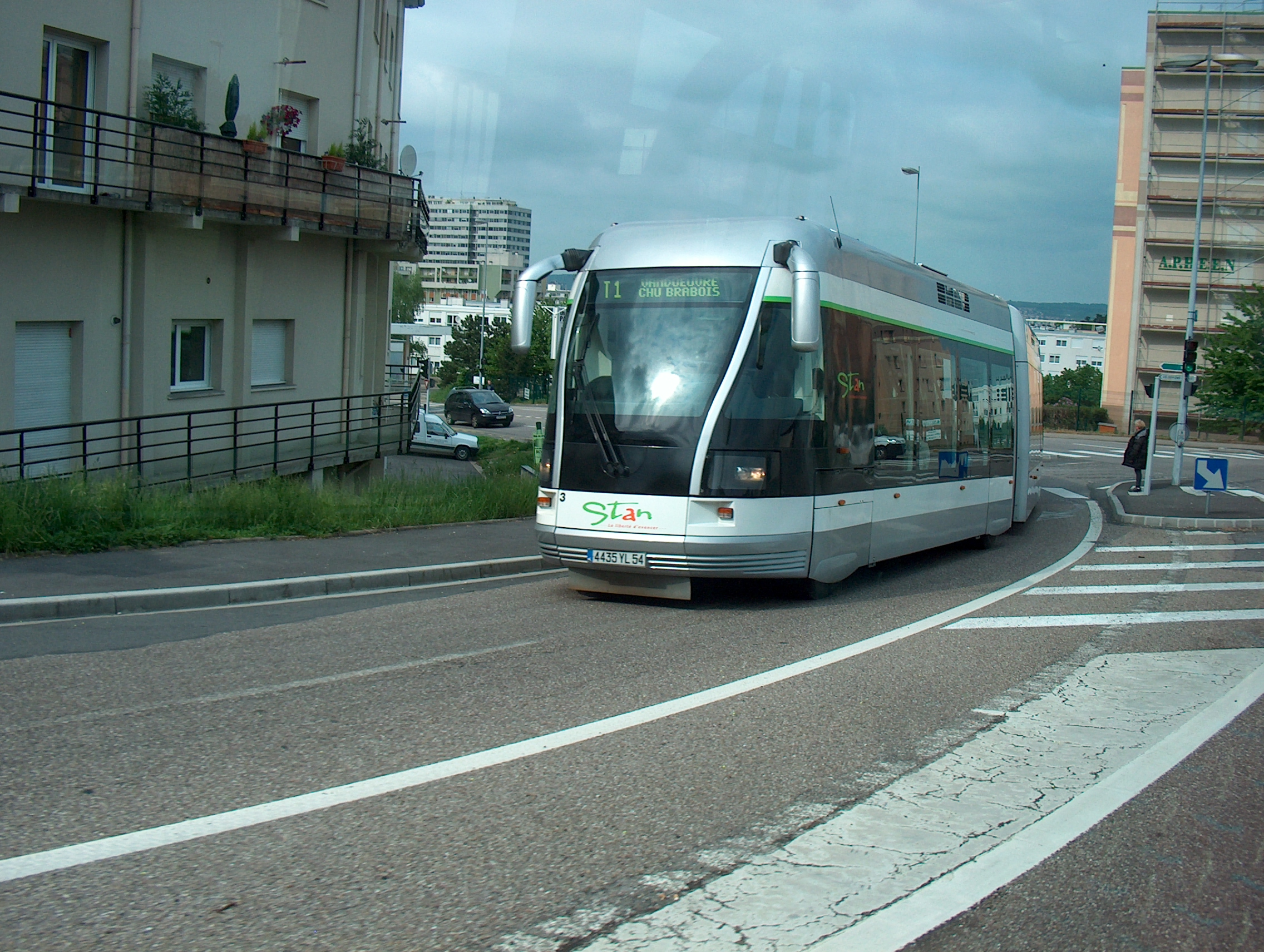
Трамвай на улице Вандёвр-ле-Нанси.

## География
Вандёвр-ле-Нанси расположен к юго-западу от Нанси. Он вытянут с востока на запад и характеризуется существенным перепадом высот. Западная оконечность города заканчивается возвышенностью на высоте 400 м над уровнем моря, тогда как восточная его часть спускается до долины реки Мёрт (200 м над уровнем моря).
Исторический центр города находится на склоне холма между возвышенностью и долиной.
На возвышенной части города расположен Технополис Нанси-Брабуа, один из первых таких центров во Франции. Он включает медицинские центры Госпиталя Университета Нанси и онкологический Центр Алексиса Вотрена, университетские центры Университета Анри Пуанкаре, CNRS, IUT и INPL и, наконец, экономические центры MGEN и IGN.
Соседние коммуны: Нанси на севере, Жарвиль-ла-Мальгранж на северо-востоке, Эйкур и Ланёввиль-деван-Нанси на востоке, Удемон и Людр на юге, Шавиньи на юго-западе, Виллер-ле-Нанси на северо-западе.

## Демография
Население коммуны на 2010 год составляло 30 974 человека.
| 1962   | 1968   | 1975   | 1982   | 1990   | 1999   | 2010   |
| ------ | ------ | ------ | ------ | ------ | ------ | ------ |
| 11 559 | 19 686 | 33 909 | 33 682 | 34 105 | 32 031 | 30 974 |